# Neobisium caecum
Neobisium caecum är en spindeldjursart som beskrevs av Beier 1939. Neobisium caecum ingår i släktet Neobisium och familjen helplåtklokrypare. Inga underarter finns listade i Catalogue of Life.